# نهر بروجو

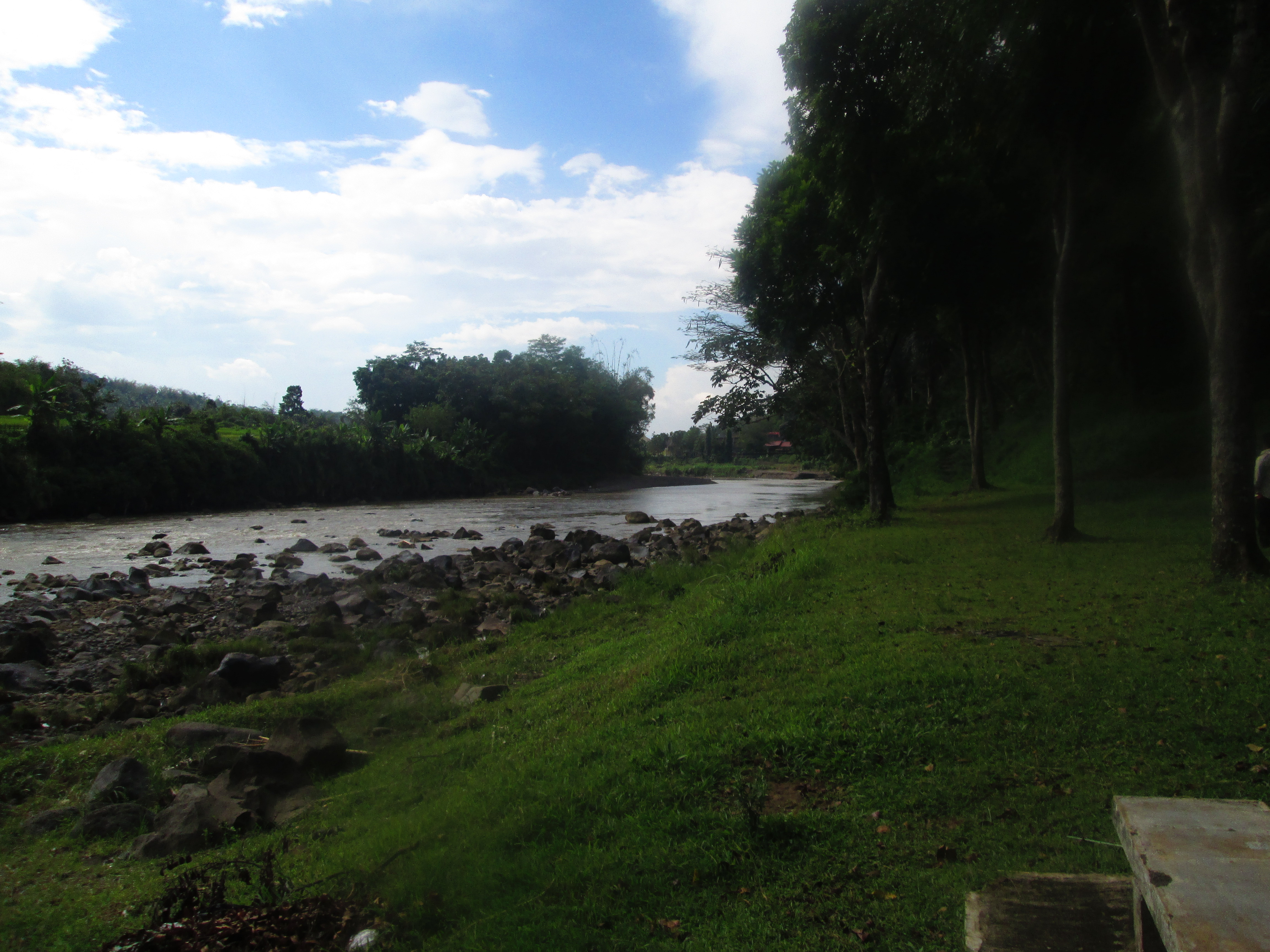
نهر بروجو في منطقة Taman Kyai Langgeng ، جاوة الوسطى.

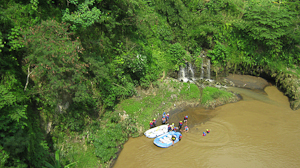
تجمع كبير على نهر بروجو بالقرب من مخيم نهر كيسيك

نهر بروجو ( (بالجاوية: Kali Praga)‏،ꦏꦭꦶꦥꦿꦒ ،Javanese pronunciation:) نهر في جنوب وسط جاوة بإندونيسيا . يمر النهر بمقاطعتين؛ جاوة الوسطى ومنطقة يوجياكارتا الخاصة. مصدر النهر يقع على سفوح جبل سيندورو، جاوة الوسطى.

## الهيدرولوجيا
يجري النهر إلى الجنوب الشرقي من خلال مدينة مجلانغ، ثم من خلال سهل كيدو التاريخي الذي يمر بالقرب من المعابد الشهيرة بوروبودور، مندوت، وباون. وصولاً إلى محافظة يوجياكارتا النهر يشكل الحدود الطبيعية بين منطقة سليمان، منطقة كولون بروجو و منطقة بانتول. يقع مصب النهر على شاطئ تريسك على الشاطئ الجنوبي لجاوة ويواجه المحيط الهندي.

## جغرافية
يتدفق النهر في منطقة جنوب غرب جاوة مع الغالب مناخ الرياح الموسمية الاستوائية (تسمى صباحا في تصنيف مناخ كوبن-جيجر). متوسط درجة الحرارة السنوي في المنطقة هو 24 °C. أكثر شهور دفئًا هو يناير، حيث يبلغ متوسط درجة الحرارة حوالي 27   °C ، والأبرد هو يوليو، عند 23 °C. يبلغ متوسط هطول الأمطار السنوي 2970  مم. الشهر الأكثر رطوبة هو شهر يناير، بمتوسط 537 ملم هطول الأمطار، وأكثر الشهور جفافًا هو سبتمبر، مع 22  مم الأمطار.